# Кубок СССР по футболу 1983
42-й розыгрыш Кубка СССР состоялся в феврале-мае 1983 года. Обладателем Кубка в четвёртый раз стал донецкий «Шахтёр». Предыдущий обладатель Кубка — киевское «Динамо» — выбыло в 1/4 финала. В этом розыгрыше вновь вернулись к «классическому» кубковому формату. Все этапы игрались в один матч.
В финальных соревнования участвовали 40 команд: 18 команд высшего дивизиона и 22 команда первой лиги. «Динамо» (Киев), игравшее в еврокубках, включилось в розыгрыш кубка с 1/4 финала.

## 1/32 финала
| Дата       | Команда 1            | Счёт                | Команда 2             |
| ---------- | -------------------- | ------------------- | --------------------- |
| 19.02.1983 | Гурия (Ланчхути)     | 0:0 д. в., пен. 6:5 | Факел (Воронеж)       |
| 19.02.1983 | Даугава (Рига)       | 1:2                 | Динамо (Киров)        |
| 19.02.1983 | Звезда (Джизак)      | 0:1                 | Локомотив (Москва)    |
| 19.02.1983 | Искра (Смоленск)     | 2:0                 | Заря (Ворошиловград)  |
| 19.02.1983 | Кайрат (Алма-Ата)    | 2:0                 | Кузбасс (Кемерово)    |
| 19.02.1983 | Колос (Никополь)     | 1:0                 | Текстильщик (Иваново) |
| 19.02.1983 | Кубань (Краснодар)   | 3:0                 | Днепр (Могилев)       |
| 19.02.1983 | Памир (Душанбе)      | 0:1 д. в.           | Ротор (Волгоград)     |
| 19.02.1983 | СКА (Ростов-на-Дону) | +:-                 | Металлург (Запорожье) |
| 19.02.1983 | СКА (Хабаровск)      | +:- (неявка)        | Шинник (Ярославль)    |
| 19.02.1983 | Таврия (Симферополь) | 1:0                 | СКА Карпаты (Львов)   |

## 1/16 финала
| Дата       | Команда 1              | Счёт                | Команда 2            |
| ---------- | ---------------------- | ------------------- | -------------------- |
| 24.02.1983 | Динамо (Киров)         | 0:0 д. в., пен. 4:5 | Арарат (Ереван)      |
| 24.02.1983 | Днепр (Днепропетровск) | 2:0                 | Локомотив (Москва)   |
| 24.02.1983 | Зенит (Ленинград)      | 3:0                 | Искра (Смоленск)     |
| 24.02.1983 | Металлист (Харьков)    | 0:0 д. в., пен. 6:5 | Кайрат (Алма-Ата)    |
| 24.02.1983 | Нефтчи (Баку)          | 1:1 д. в., пен. 3:4 | ЦСКА (Москва)        |
| 24.02.1983 | Пахтакор (Ташкент)     | 2:1                 | СКА (Хабаровск)      |
| 24.02.1983 | Ротор (Волгоград)      | 1:0                 | Динамо (Тбилиси)     |
| 24.02.1983 | СКА (Ростов-на-Дону)   | 3:2                 | Динамо (Минск)       |
| 24.02.1983 | Спартак (Москва)       | 3:2 д. в.           | Таврия (Симферополь) |
| 24.02.1983 | Торпедо (Москва)       | 1:0                 | Гурия (Ланчхути)     |
| 24.02.1983 | Черноморец (Одесса)    | 1:0                 | Колос (Никополь)     |
| 25.02.1983 | Динамо (Москва)        | 1:0                 | Кубань (Краснодар)   |
| 25.02.1983 | Нистру (Кишинев)       | 0:2                 | Торпедо (Кутаиси)    |
| 25.02.1983 | Шахтёр (Донецк)        | 3:0                 | Жальгирис (Вильнюс)  |

## 1/8 финала
| Дата       | Команда 1              | Счёт      | Команда 2            |
| ---------- | ---------------------- | --------- | -------------------- |
| 03.03.1983 | Арарат (Ереван)        | 2:4       | Металлист (Харьков)  |
| 03.03.1983 | Днепр (Днепропетровск) | 3:1       | Торпедо (Москва)     |
| 03.03.1983 | Пахтакор (Ташкент)     | 0:1       | Динамо (Москва)      |
| 03.03.1983 | Спартак (Москва)       | 2:3 д. в. | Шахтёр (Донецк)      |
| 03.03.1983 | Торпедо (Кутаиси)      | 3:2 д. в. | Ротор (Волгоград)    |
| 03.03.1983 | ЦСКА (Москва)          | 2:1       | СКА (Ростов-на-Дону) |
| 03.03.1983 | Черноморец (Одесса)    | 0:2       | Зенит (Ленинград)    |

## 1/4 финала
| Дата       | Команда 1           | Счёт                | Команда 2              |
| ---------- | ------------------- | ------------------- | ---------------------- |
| 11.03.1983 | Динамо (Москва)     | 1:3 д. в.           | Шахтёр (Донецк)        |
| 11.03.1983 | Зенит (Ленинград)   | 3:1                 | Динамо (Киев)          |
| 11.03.1983 | Металлист (Харьков) | 0:0 д. в., пен. 5:3 | Торпедо (Кутаиси)      |
| 11.03.1983 | ЦСКА (Москва)       | 2:1                 | Днепр (Днепропетровск) |

## 1/2 финала
| Дата       | Команда 1       | Счёт                | Команда 2           | Голы                   |
| ---------- | --------------- | ------------------- | ------------------- | ---------------------- |
| 19.03.1983 | ЦСКА (Москва)   | 0:1 д. в.           | Металлист (Харьков) | Косолапов, 100         |
| 19.03.1983 | Шахтёр (Донецк) | 1:1 д. в., пен. 4:2 | Зенит (Ленинград)   | Куцев, 35 — Брошин, 28 |

## Финал
| 8 мая 1983 | \| Шахтёр (Донецк) \| 1:0 (1:0) \| Металлист \| \| Ященко 23' \| Голы \| \| | Стадион: ЦС им. В. И. Ленина, Москва Зрителей: 30 000 Судья: В. Бутенко (Москва) |
| · Шахтёр: Елинскас, Варнавский, Сопко, Симонов, Пархоменко, Рудаков, Ященко (Петров, 74'), Соколовский, Морозов (Акименко, 63'), Юрченко, Грачёв · Главный тренер: Виктор Носов · Металлист: Сивуха, Каплун, Поточняк, Бойко (Горбик, 46'), Камарзаев, Кузнецов, Ткаченко, Сусло (Мотуз, 63'), Линке, Берников (Сааков, 41'), Тарасов · Главный тренер: Евгений Лемешко · Юрченко |                                                                             |                                                                                  |
| Шахтёр (Донецк) | 1:0 (1:0)                                                                   | Металлист                                                                        |
| Ященко 23' | Голы                                                                        |                                                                                  |

«Шахтёр» получил право на участие в Кубке сезона и Кубке кубков.